# 아가씨와 건달들

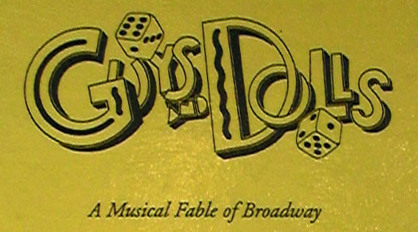

아가씨와 건달들(영어: Guys and Dolls 가이스 앤 돌스[*])은 1950년 초연된 뮤지컬이다. 데이먼 러니언의 두 단편 The Idyll of Miss Sarah Brown, Blood Pressure를 원작으로 하고있다. 브로드웨이에도 가장 명랑한 뮤지컬 코미디의 하나로서 평가가 높은 작품이다.

## 배경
《아가씨와 건달들》은 프로듀서 사이 포이어와 어니스트 마틴이 데이먼 러니언의 단편 소설을 각색하면서 구상되었다. 1920년대와 1930년대에 쓰여진 이 소설들은 갱스터, 도박꾼, 그리고 뉴욕 지하 세계의 다른 인물들을 다루고 있었다. 러니언은 그의 소설에서 사용하는 독특한 코믹 방언으로 유명했다. 격식 있는 언어와 축약되지 않은 문장, 그리고 화려한 속어를 혼합했다. 영화 뮤지컬의 작사가로 대부분의 경력을 보낸 프랭크 레서가 작곡가 겸 작사가로 고용되었다. 조지 S. 코프먼이 감독으로 고용되었다. 조 스워링이 쓴 쇼의 대본, 즉 대화의 첫 번째 버전이 사용 불가하다고 판단되자, 포이어와 마틴은 라디오 코미디 작가 에이브 버로스에게 다시 써달라고 요청했다.
레서는 이미 대본의 첫 번째 버전에 맞춰 많은 악보를 작성했다. 버로스는 나중에 이렇게 회상했다.
프랭크 레서의 열네 곡은 모두 훌륭했고, [새 대본]은 이야기가 각 곡으로 이어지도록 작성되어야 했다. 나중에 비평가들은 이 쇼를 '통합되었다'고 말했다. 통합이라는 단어는 보통 작곡가가 스토리 라인을 우아하게 따르는 곡을 썼다는 것을 의미한다. 음, 우리는 그것을 달성했지만, 역으로 했다.
에이브 버로스는 단 한 마디의 대화도 쓰기 훨씬 전에 프로젝트에 계약했던 샘 리베인을 중심으로 네이선 디트로이트의 역할을 특별히 만들었다. 버로스는 나중에 로런 버콜을 위해 선인장 꽃을 썼을 때와 비슷한 기회를 가졌다고 말했다. "정직한 에이브: 쇼 비즈니스 같은 사업은 정말 없는가?"에서 버로스는 "그들의 목소리가 머릿속에 울렸다. 그들의 말의 리듬을 알았고, 그것이 대화를 더 날카롭고 현실적으로 만드는 데 도움이 되었다"고 회상한다. 브로드웨이와 영화 베테랑 샘 리베인은 가수는 아니었지만, 네이선 디트로이트 역에 완벽하게 어울린다는 데 의견이 일치했다. 실제로 리베인은 러니언이 가장 좋아하는 배우 중 한 명이었다. 프랭크 레서는 노래를 못하는 배우 대신 노래를 더 잘하는 배우를 찾는 것보다 리베인의 한계에 맞춰 음악을 조정하는 것이 더 쉽다고 동의했다. 리베인의 노래 실력 부족이 네이선 디트로이트의 주역이 듀엣곡 "Sue Me" 한 곡만 가지고 있는 이유이다.
작곡가이자 작사가인 프랭크 레서는 샘 리베인을 위해 특별히 "Sue Me"를 작곡했고, 그와 비비안 블레인이 함께 쇼를 압도하는 듀엣을 부르지 않도록 곡을 구성했다. 칸토르의 아들인 샘 리베인은 이디시어에 능통했다. "좋아, 됐어, 난 그냥 쓸모없는 녀석이야. 좋아, 됐어, 사실이야, 그래서 어쩌라고? 그럼 날 고소해 봐." 프랭크 레서는 "네이선 디트로이트는 그레이비보다 더 많은 그릿을 가지고 노래하는 뻔뻔한 브로드웨이 터프가이로 연기되어야 한다"고 생각했다. 샘 리베인은 "Sue Me"를 너무나 멋진 러니언스러운 분위기로 불러서 그의 노래는 용서하기 쉬웠고, 사실 그의 서투름 속에서 꽤 매력적이었다." 포덤 대학교의 음악 교수이자 Showtime: A History of the Broadway Musical Theater의 저자인 래리 스템펠은 "음악적으로 샘 리베인은 음치였을지 모르지만, 그는 캐릭터로서 프랭크 레서의 세계를 풍자라기보다는 더 많이 살아냈다"고 말한다.
미스 애들레이드 캐릭터는 레서가 보수적인 사라 역에 적합하지 않다고 판단한 후, 비비안 블레인을 뮤지컬에 맞추기 위해 특별히 만들어졌다. 레서가 2막에서 일부 노래를 다시 부르자고 제안했을 때, 코프먼은 경고했다. "노래를 다시 부르면, 우리는 농담을 다시 할 것이다."

## 등장인물
- 스카이 마스터슨
- 사라 브라운
- 네이선 디트로이트
- 미스 애들레이드
- 나이스리 나이스리 존슨
- 베니 사우스스트리트
- 아바이드 애버내시
- 러스티 찰리
- 카트라이트 장군
- 브래니건 중위
- 해리 더 호스
- 빅 줄
- 앤지 더 옥스
- 의식 사회자
- 미미
- 아가타
- 캘빈
- 마사
- 리버 립스 루이
- 앙상블

## 줄거리

### 1막
쉴 새 없는 활동의 팬터마임은 뉴욕 시의 분주함을 묘사한다 ("Runyonland"). 세 명의 소규모 도박꾼인 나이스리-나이스리 존슨, 베니 사우스스트리트, 러스티 찰리는 큰 경주에서 어떤 말이 이길지 논쟁한다 ("Fugue for Tinhorns"). 독실하고 아름다운 사라 브라운 병장이 이끄는 세이브-어-소울 미션의 밴드 멤버들은 죄인들에게 "Follow the Fold"하고 회개하라고 촉구한다. 나이스리와 베니의 고용주인 네이선 디트로이트는 불법 이동식 크랩스 게임을 운영한다. 지역 경찰인 브래니건 중위의 강력한 존재감 때문에, 그는 게임을 열 수 있는 유일한 장소인 "빌트모어 차고"를 발견했다. 차고 주인인 조이 빌트모어는 $1,000의 보증금을 요구하지만, 네이선은 돈이 없다 ("The Oldest Established"). 네이선은 악명 높은 행운의 도박꾼 스카이 마스터슨에게 $1,000를 따내기를 희망한다. 스카이 마스터슨은 거의 모든 것에 기꺼이 돈을 거는 인물이다. 네이선은 자신이 질 수 없다고 믿는 내기를 제안한다. 스카이는 네이선이 선택한 여자를 쿠바 하바나에서 저녁 식사에 데려가야 한다. 스카이는 동의하고, 네이선은 사라 브라운을 선택한다.
선교회에서 스카이는 사라에게 거래를 제안한다. 하바나에서 데이트하는 대가로 "진정한 죄인 12명"을 제공한다. 사라는 거절하고, 그들은 누구와 사랑에 빠질지 논쟁한다 ("I'll Know"). 스카이가 사라에게 키스하자 그녀는 그를 때린다. 네이선은 14년 동안 약혼녀인 애들레이드가 나이트클럽에서 공연하는 것을 보러 간다 ("A Bushel and a Peck"). 공연 후, 애들레이드는 네이선에게 다시 결혼해달라고 요청하며, 12년 동안 그들이 다섯 아이와 결혼했다고 주장하는 편지를 어머니에게 보냈다고 말한다. 그녀는 네이선이 여전히 크랩스 게임을 운영하고 있다는 것을 알게 된다. 그를 내쫓은 후, 그녀는 자신의 지독한 감기가 네이선이 그녀와 결혼을 거부했기 때문일 수 있다고 알려주는 의학 서적을 읽는다 ("Adelaide's Lament").
다음날, 나이스리와 베니는 스카이가 사라를 쫓고, 네이선이 애들레이드의 마음을 되찾으려는 모습을 지켜본다. 그들은 남자들이 사랑하는 여자들을 위해 무엇이든 할 것이라고 선언한다 ("Guys and Dolls"). 세이브-어-소울의 지도자인 카트라이트 장군이 선교회를 방문하여 다가오는 부흥회에 죄인들을 데려오지 못하면 지점을 폐쇄해야 할 것이라고 설명한다. 선교회를 살리기 위해 필사적인 사라는 장군에게 "진정한 죄인 12명"을 약속하며, 암묵적으로 스카이의 제안을 받아들인다. 브래니건은 네이선의 크랩스 게임을 기다리는 도박꾼 무리를 발견하고, 그들의 무고함을 확신시키기 위해 그들은 브래니건에게 그들의 모임이 네이선의 "깜짝 총각 파티"라고 말한다. 이것은 브래니건을 만족시키고, 네이선은 애들레이드와 야반도주하기로 단념한다. 애들레이드는 짐을 싸러 집에 가고, 다음 날 오후 공연 후에 그를 만나기로 약속한다. 세이브-어-소울 선교회 밴드가 지나가고, 네이선은 사라가 그 안에 없다는 것을 보고 자신이 내기에서 졌다는 것을 깨닫고 기절한다.
하바나 나이트클럽에서 스카이는 자신과 사라를 위해 "쿠바 밀크셰이크"를 산다. 그녀는 그 음료에 바카디 럼이 들어있다는 것을 깨닫지 못하고, 취해서 스카이에게 키스한다 ("If I Were a Bell"). 스카이는 사라를 진심으로 아낀다는 것을 깨닫고 그녀를 뉴욕으로 데려간다. 그들은 새벽 4시경에 돌아오고, 스카이는 사라에게 이른 아침을 얼마나 사랑하는지 말해준다 ("My Time of Day"). 둘 다 즉흥적으로 사랑에 빠졌다고 고백한다 ("I've Never Been in Love Before"). 사이렌이 울리고, 네이선이 크랩스 게임을 열고 있던 선교회에서 도박꾼들이 뛰쳐나온다. 사라는 스카이가 네이선이 선교회에서 게임을 할 수 있도록 자신을 하바나로 데려갔다고 생각하고 그를 떠난다.

### 2막
다음 날 저녁, 애들레이드는 그녀의 공연을 한다 ("Take Back Your Mink"). 네이선은 여전히 크랩스 게임을 하고 있기 때문에 야반도주 약속에 나타나지 않는다. 그녀는 곧 네이선이 다시 자신을 바람맞혔다는 것을 깨닫는다 ("Adelaide's Second Lament").
사라는 할아버지이자 선교회 동료인 아바이드에게 스카이를 사랑하지만 다시는 만나지 않을 것이라고 인정한다. 아바이드는 스카이의 타고난 선량함에 대한 믿음을 표현하고 사라에게 마음 가는 대로 하라고 촉구한다 ("More I Cannot Wish You"). 스카이는 사라에게 부흥회에 진정한 죄인 12명을 데려올 것이라고 말한다. 사라는 그를 믿지 않고 떠나지만, 아바이드는 미묘하게 그를 격려한다.
나이스리는 스카이를 하수구에 있는 크랩 게임장으로 안내한다 ("Crapshooters Dance"). 도박꾼인 빅 줄은 많은 돈을 잃었고, 돈을 되찾기 전까지는 게임을 끝내기를 거부한다. 스카이가 도착하여 크랩스 도박꾼들을 선교회로 데려오는 데 실패한다. 그는 네이선에게 $1,000를 주고 사라를 보호하기 위해 내기에서 졌다고 주장한다. 스카이는 죄인들을 얻기 위해 막판 내기를 한다. 그가 지면 모두가 $1,000를 받고, 그가 이기면 선교회로 간다 ("Luck Be a Lady"). 그는 내기에서 이긴다. 네이선은 그곳으로 가는 길에 애들레이드를 만난다. 그녀는 그에게 야반도주하자고 하지만, 그가 할 수 없자 그녀는 그를 떠난다. 네이선은 그녀에 대한 사랑을 고백하고 ("Sue Me"), 떠난다.
사라는 스카이가 약속을 지켰다는 사실에 충격을 받는다. 장군은 도박꾼들에게 그들의 죄를 고백하라고 요청하고, 몇몇은 그렇게 하지만, 그들 중 한 명은 그들이 그곳에 있는 진짜 이유를 인정한다. 장군은 선이 악에서 나올 수 있다는 사실에 기뻐한다. 참회하는 모습을 보이려 노력하며, 나이스리는 회개하도록 격려하는 꿈을 꾸었다고 꾸며내고, 도박꾼들은 부흥 운동의 열정으로 동참한다 ("Sit Down, You're Rockin' the Boat"). 브래니건이 도착하여 선교회에서 크랩스 게임을 한 모든 사람을 체포하겠다고 위협하지만, 사라는 도박꾼 중 아무도 전날 밤 선교회에 없었다고 말하며 그들을 무죄로 만든다. 브래니건이 떠난 후, 네이선은 그들이 선교회에서 크랩스 게임을 했다고 고백한다. 그는 또한 스카이와 사라를 하바나로 데려가는 것에 대해 한 내기를 고백한다. 그는 내기에서 이겼다고 덧붙이며, 사라를 충격에 빠뜨리고, 사라는 스카이가 자신의 명성을 보호하고 싶어 했으며 진심으로 자신을 아꼈다는 것을 깨닫는다.
사라와 애들레이드는 서로 마주치고, 서로 위로하며, 어쨌든 남자들과 결혼하고 나중에 그들을 개혁하기로 결심한다 ("Marry the Man Today"). 몇 주 후, 네이선은 신문 가판대를 소유하고 공식적으로 크랩스 게임을 중단했다. 이제 사라와 결혼한 스카이는 선교회 밴드에서 일하며 도박도 중단했다. 네이선과 애들레이드가 결혼하면서 등장인물들은 축하한다 ("Guys and Dolls (Finale/Reprise)").

## 뮤지컬 넘버
| 1막 - "Runyonland" – 오케스트라 - "Fugue for Tinhorns" – 나이스리-나이스리 존슨, 베니 사우스스트리트, 러스티 찰리 - "Follow the Fold" – 사라 브라운, 미션 밴드 - "The Oldest Established" – 네이선 디트로이트, 나이스리, 베니, 남자들 - "I'll Know" – 사라, 스카이 마스터슨 - "A Bushel and a Peck" – 미스 애들레이드, 핫 박스 걸즈 - "Adelaide's Lament" – 애들레이드 - "Guys and Dolls" – 나이스리, 베니 - "Havana" – 오케스트라 - "If I Were a Bell" – 사라 - "My Time of Day/I've Never Been in Love Before" – 스카이, 사라 | 2막 - "Take Back Your Mink" – 애들레이드, 핫 박스 걸즈 - "Adelaide's Second Lament" – 애들레이드 - "More I Cannot Wish You" – 아바이드 애버내시 - "The Crapshooters' Dance" – 오케스트라 - "Luck Be a Lady" – 스카이, 남자들 - "Sue Me" – 애들레이드, 네이선 - "Sit Down, You're Rockin' the Boat" – 나이스리, 출연진 - "Marry the Man Today" – 애들레이드, 사라 - "Guys and Dolls (Reprise)" – 출연진 |